# ハリー・ポッター (ラグビー選手)
ハリー・ポッター（Harry Potter、1997年12月15日 - ）は、スーパーラグビーのワラターズに所属するラグビーユニオン選手。イングランドロンドン特別区マートン区ウィンブルドン出身。オーストラリア代表。

## 来歴
ウィンブルドンで生まれ、幼少期にブリストルへ移住し、さらに10歳のときにオーストラリアのメルボルンへ移住した。
その後シドニー大学に入学しシドニー・ユニヴァーシティFCでのプレーの後、2019年、メルボルンのスーパーラグビーのチームであるレベルズに加入したが、レベルズでの試合出場はなかった。
2020年6月、母国イングランドのレスター・タイガースに加入した。同年8月22日、バース・ラグビー戦でトップカテゴリーの試合に初出場した。
2021-22シーズン、プレミアシップにおいて22試合に出場、うち18試合はフル出場とレギュラーに定着。準決勝と決勝もフル出場し、レスター・タイガースの9期ぶりの優勝に貢献した。
2023年6月、ウェスタン・フォースへの加入が発表された。
2024年、オータム・ネイションズシリーズでジョー・シュミットが率いるオーストラリア代表に初招集され、11月24日にスコットランド戦でデビューし、初トライを獲得した。
2025年スーパーラグビー・パシフィックでは13試合に出場し7トライを挙げ、チーム・オブ・ザ・イヤーに選出された。

## 受賞歴
- 2025年スーパーラグビー・パシフィック チーム・オブ・ザ・イヤー:18回(ウィング1) [10]

## エピソード
- ハリー・ポッターシリーズの主人公ハリー・ポッターと同姓同名である。シリーズ第1巻のハリー・ポッターと賢者の石がイギリスで刊行された半年後に生まれているが、両親は名付けの際にハリー・ポッターを知らなかった[1]。
- 2021年12月11日にスタッド・シャバン＝デルマスで行われたヨーロピアンラグビーチャンピオンズカップ・対ボルドー戦で、タックルを受けてピッチ外に押し出された際に広告看板を飛び越えたところ、その外側には深い通路があり画面から完全に消えてしまうというハプニングがあった。ポッターに怪我はなく試合に復帰したが、その名前とひっかけて「9と4分の3番線に行った」「姿を消した選手がいるなら、それはハリー・ポッターに違いない」「深淵に消えた。脱出には魔法の杖が必要だ」などとジョークを言われる結果になった。[11][12]